# Dekalog I
Dekalog I (Dekalog, jeden) – polski telewizyjny film psychologiczny z 1988 roku w reżyserii Krzysztofa Kieślowskiego, zrealizowany według scenariusza napisanego przezeń wraz z Krzysztofem Piesiewiczem. Jest to nominalnie pierwsza część cyklu filmów Dekalog, reinterpretująca pierwsze przykazanie Dekalogu: „Nie będziesz miał bogów cudzych przede mną”, w realiach warszawskiego Ursynowa lat 80. XX wieku. Bohaterem filmu jest informatyk i wykładowca uniwersytecki Krzysztof (Henryk Baranowski), który wpaja swojemu synowi Pawłowi (Wojciech Klata) bezkrytyczną fascynację możliwościami obliczeniowymi komputera. Zaufawszy szacunkom grubości lodu w pobliskiej sadzawce, Krzysztof nieumyślnie doprowadza do tragicznej śmierci syna.
Z całego cyklu, film Dekalog I wywołał szczególnie ożywioną reakcję krytyków. Film był analizowany z różnych perspektyw (chrześcijańskich, judaistycznych, świeckich); często Dekalog I odczytywano jako krytykę „fałszywego boga” w postaci technologii informatycznych. Z uznaniem spotkało się wyczucie reżysera pod względem zastosowanych wyrafinowanych zabiegów formalnych.

## Opis fabuły

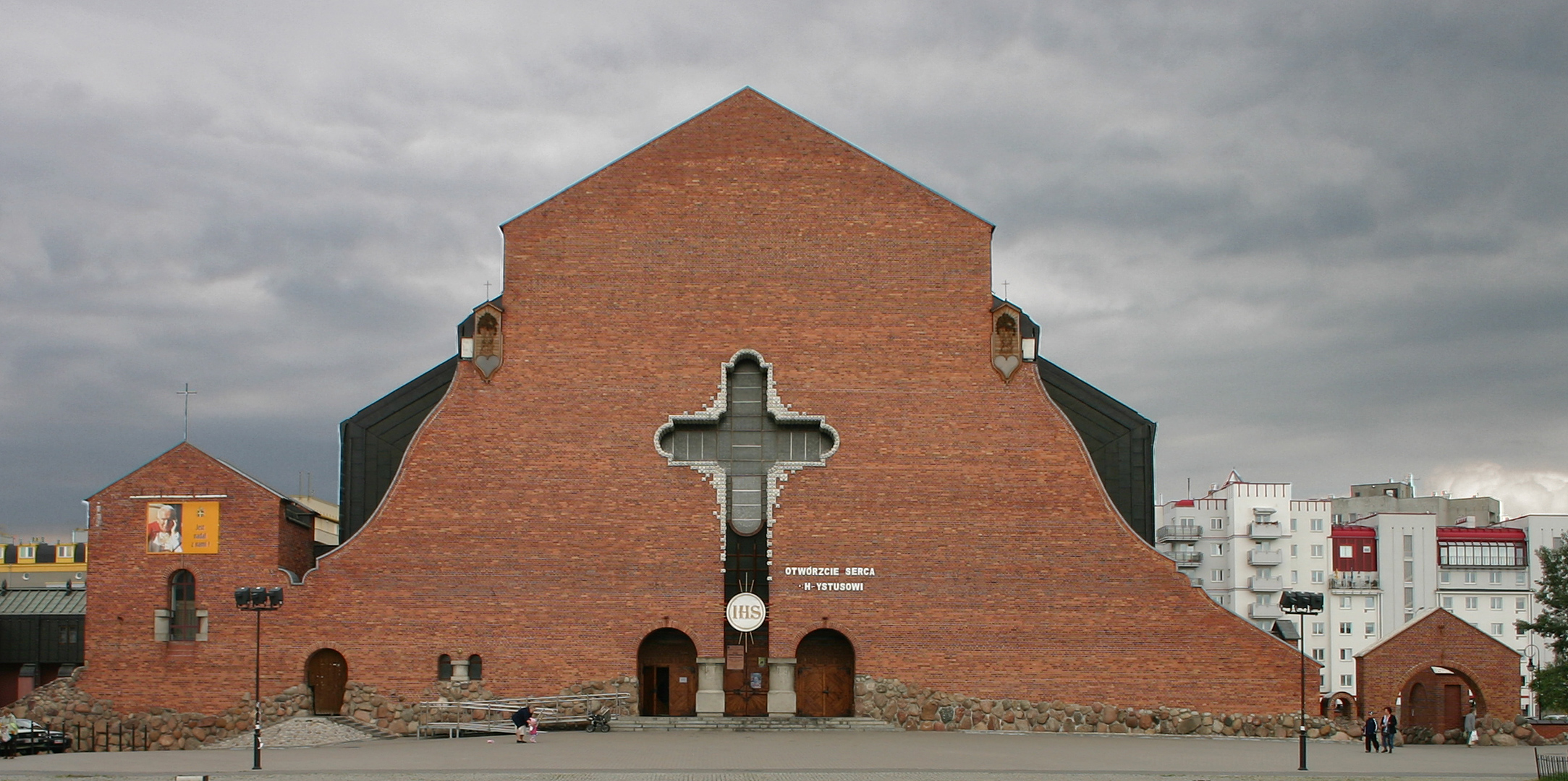
Kościół Wniebowstąpienia Pańskiego na Ursynowie, gdzie toczy się końcowa scena filmu

Zimą, przy sadzawce na ursynowskim osiedlu, tajemniczy mężczyzna rozpala ognisko. Wpatrując się w sadzawkę, roni łzę na myśl o chłopcu imieniem Paweł, ofierze tragicznego wypadku. Tymczasem ciotka chłopca, Irena, podczas nocnego spaceru dostrzega przez witrynę sklepową telewizor, na którym pojawia się twarz biegnącego chłopca. Irena również zalewa się łzami.
Akcja filmu cofa się do momentu, kiedy Krzysztof, wykładowca uniwersytecki mieszkający z siedmioletnim synem Pawłem, wymyśla dla chłopca proste zadanie matematyczne z użyciem komputera. Chłopiec w drodze ze sklepu spotyka się z koleżanką, potem zauważa leżącego martwego psa. Gdy wraca, pyta ojca, co to jest śmierć. Krzysztof wyjaśnia mu naukowo, że po śmierci niczego już nie ma, a po człowieku pozostaje wyłącznie pamięć bliskich. Paweł zwierza się z płaczem ojcu ze swych przemyśleń na temat widoku martwego psa.
Stojąc w kolejce po mleko podczas przerwy szkolnej, Paweł zauważa koleżankę, która pokazuje mu kupioną świnkę morską. Po zabawie na lodowisku chłopca odbiera ciotka Irena. Paweł opowiada jej o nagraniu telewizyjnym w szkole, podczas którego miał biec z kolegami przez korytarz. Potem pokazuje jej możliwości technologiczne swego komputera, dzięki któremu utrzymuje również symboliczny kontakt ze zmarłą matką, „przesyłającą” jej regularnie tekstowy komunikat „Śpię”. Komputer nie umie jednak odpowiedzieć na pytanie Ireny, co śni się matce Pawła. Chłopiec idzie z ciotką na obiad do jej domu. Kobieta pokazuje mu odbitkę ze zdjęciem papieża Jana Pawła II z wycieczki w Watykanie. Na pytanie Pawła, po co się żyje, Irena opowiada o życiu ludzkim jako darze od Boga. Chłopiec dziwi się, że Irena i Krzysztof, mimo iż są rodzeństwem, są od siebie tak różni i oboje hołdują innym wartościom. Ciotka zapewnia Pawła, że „Bóg jest. Jeżeli się wierzy”.
Po wygranej w konkursie szachowym Krzysztof i Paweł wracają do domu, a przez telefon dzwoni do nich Irena, która prosi swego brata o zgodę na udział Pawła w lekcjach religii. Krzysztof nie wyraża sprzeciwu. Zaraz potem Krzysztof i Paweł orientują się, że komputer jest włączony, choć obaj go nie dotykali. Następnego dnia Krzysztof zabiera Pawła na wykład, na którym opowiada słuchaczom o możliwościach tłumaczenia zaawansowanych poleceń komputera na różne języki. Po powrocie do domu Krzysztof na swojej maszynie oblicza wytrzymałość lodowiska, które znajduje się na ich osiedlu. Z obliczeń wynika, że chłopiec może się ślizgać na łyżwach. Dla pewności Krzysztof daje synowi w prezencie obiecane łyżwy i nocą wychodzi na lodowisko, żeby samemu sprawdzić jego wytrzymałość. Wtedy dostrzega jednak tajemniczego mężczyznę rozpalającego ognisko.
Następnego dnia, pisząc na papierze, Krzysztof dostrzega, że atrament uległ rozlaniu. Umywszy ręce, widzi przez okno nadjeżdżający wóz strażacki. Wtedy do mieszkania puka Jezierska, matka Marka, kolegi Pawła, i zaniepokojona pyta Krzysztofa, czy wie, gdzie są chłopcy. Mężczyzna uspokaja ją, twierdząc, że o tej porze powinni być na lekcji angielskiego. Okazuje się jednak, że nauczycielka jest chora i zwolniła ich wcześniej. Jezierska informuje Krzysztofa, że lód na sadzawce uległ załamaniu. Ojciec szuka Pawła u Ireny i na podwórku, ale bezskutecznie. W końcu zjawia się na lodowisku. Od Jacka, kolegi syna, dowiaduje się, że Paweł ślizgał się, kiedy lód pod nim stopniał i chłopiec wpadł do przerębli. Nocą strażacy wyławiają ciało chłopca, a roztrzęsionemu Krzysztofowi towarzyszy Irena, która łapie brata za poły kurtki.

Kiedy jest już po wszystkim, Krzysztof podchodzi do swojego komputera i wpatruje się w zielony ekran, po czym decyduje się wejść do budowanego na osiedlu kościoła. Stanąwszy przed prowizorycznym ołtarzem zbudowanym z desek, przewraca go siłą, po czym wizerunek Matki Boskiej nagle topnieje pod wpływem lejącego się wosku. Krzysztof dotyka zlodowaciałej wody święconej i przykłada ją do czoła. 

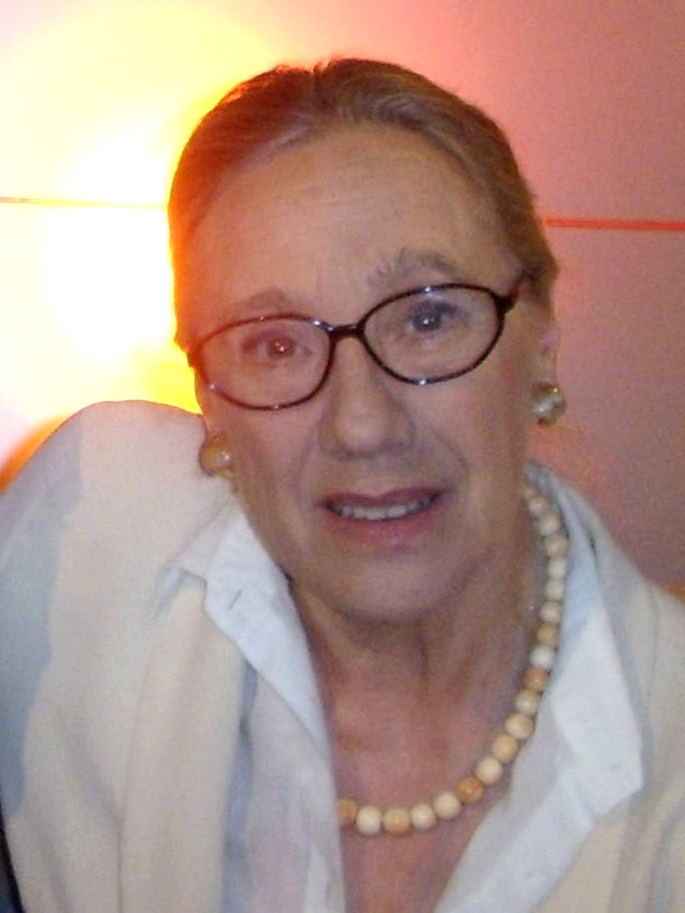
Maja Komorowska, odtwórczyni roli Ireny

## Obsada
- Henryk Baranowski – Krzysztof
- Wojciech Klata – Paweł, syn Krzysztofa
- Maja Komorowska – Irena, siostra Krzysztofa
- Artur Barciś – mężczyzna siedzący nad lodem
- Ewa Kania – Ewa Jezierska, matka Marka, kolegi Pawła
- Maria Gładkowska – Ania, koleżanka Krzysztofa ucząca Pawła angielskiego
- Aleksandra Kisielewska – matka Jacka
- Agnieszka Brustman – szachistka
- Maciej Borniński – ojciec Jacka
- Magdalena Sroga-Mikołajczyk – dziennikarka przeprowadzająca wywiad z dyrektorem szkoły

## Produkcja

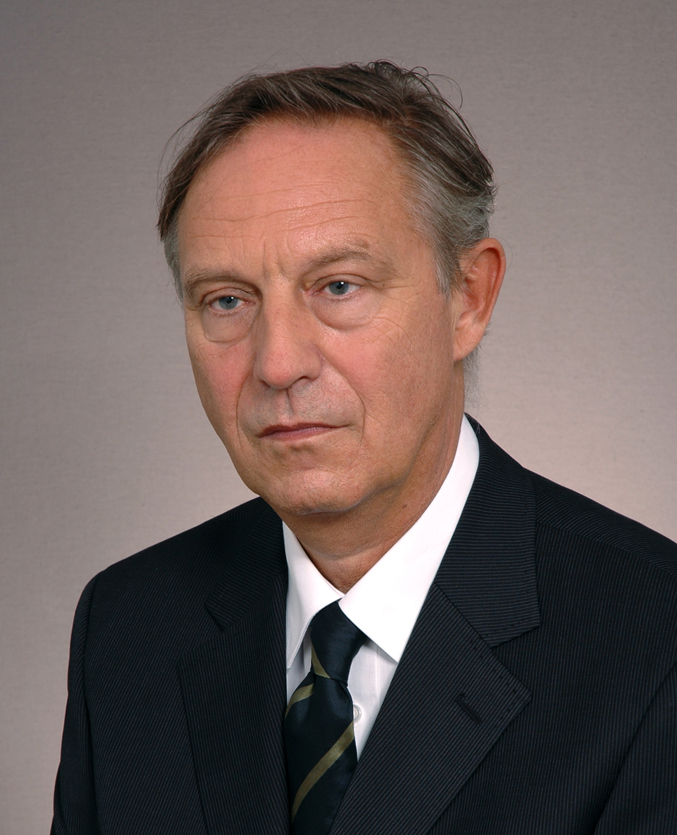
Krzysztof Piesiewicz, współscenarzysta filmu (2005)

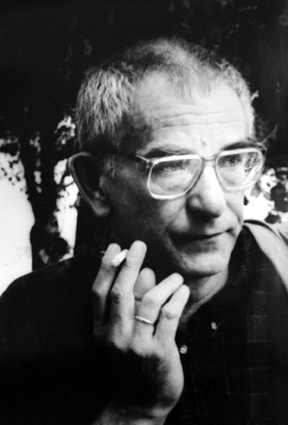
Krzysztof Kieślowski, reżyser filmu (1994)

Dekalog I jest nominalnie pierwszą częścią cyklu filmów telewizyjnych Dekalog, nakręconych przez Krzysztofa Kieślowskiego według scenariusza napisanego przezeń wraz z adwokatem Krzysztofem Piesiewiczem. Pomysł na kształt Dekalogu I zrodził się z osobistych obserwacji Piesiewicza: „Niedaleko mojego bloku znajdowało się jeziorko, które zimą zamarzało. Jeździliśmy nim na łyżwach. Stąd wzięło się jeziorko w Dekalogu, jeden”. Na etapie scenariuszowym Piesiewicz połączył ze sobą dwie znane z autopsji postacie filmu: znajomego profesora fizyki, który ze swym dzieckiem prowadził rozmowy na naukowe tematy; oraz własnego syna, który po otrzymaniu od adwokata łyżew bardzo późno wrócił do domu ku zaniepokojeniu ojca. Piesiewicz znajdował się również pod wpływem personalizmu chrześcijańskiego, a Dekalog I mógł dlań stanowić ilustrację tezy o wzajemnym wpływie wiary i nauki: „nauka może oczyścić wiarę z zabobonów i przesądów, wiara zaś może uchronić naukę od bałwochwalstwa”.
Początkowo Piesiewicz planował obsadzenie własnego syna Piotra w roli Pawła, a Kieślowski rozważał osobisty występ w roli Krzysztofa; ekipa filmowa po zdjęciach próbnych wyperswadowała im ów pomysł. Toteż rolę Krzysztofa reżyser przydzielił Henrykowi Baranowskiemu, natomiast Pawła – Wojciechowi Klacie. Irenę zagrała Maja Komorowska . Spory problem sprawiło również scenarzystom opracowanie zakończenia filmu. Pierwotnie Dekalog I miał się kończyć wspólną modlitwą Krzysztofa i wiernych w kościele przy zwłokach syna. Zakończenie filmu w ostatecznym kształcie miało jednak nadać Dekalogowi I bardziej dramatycznej i niejednoznacznej wymowy. Zdaniem Piesiewicza „rozwalenie ołtarza [...] jest największym aktem buntu przeciwko wszystkiemu, przeciwko sile wszechświata, tragiczności ludzkiego losu, nieskończoności bólu”.
Pierwsza emisja telewizyjna Dekalogu I odbyła się 10 grudnia 1989 roku .

## Odbiór
Dekalog I jako odcinek większego cyklu wywołał ożywioną reakcję krytyków. Powszechnie interpretowano film Kieślowskiego i Piesiewicza jako krytykę fałszywego boga w postaci technologii informatycznych   . Surowość i brutalność filmu powodowała, że Roger Ebert uznał Dekalog I za najsmutniejszą część Dekalogu .
Marek Haltof stwierdzał, iż wykorzystanie przez operatora zdjęć Wiesława Zdorta błękitu oraz zieleni „czyni film jednym ze stylistycznie najważniejszych odcinków serii”. Zarazem Haltof dowodził, iż film Kieślowskiego i Piesiewicza wymyka się prostym podziałom na „rozumową naukę” oraz „irracjonalną religię”; Krzysztof dzień przed tragicznym wypadkiem z udziałem syna, mając wątpliwości co do wyników obliczeń, sprawdza samodzielnie grubość lodu w sadzawce. Tadeusz Lubelski interpretował Dekalog I jako „wyraźny komentarz do pierwszego przykazania: nie wolno wierzyć bogom cudzym; nierozważnie czyni ten, kto zanadto dowierza scjentyzmowi, pomijając myślenie metafizyczne”. Zdaniem Lubelskiego, podobnie jak u Haltofa, wydarzenia w Dekalogu I nie dają się jednak sprowadzić do prostej opowieści o karze za bałwochwalstwo, wymierzonej Krzysztofowi przez starotestamentowego Boga: „Tragiczna śmierć dziecka jest raczej okazją do zrozumienia tajemnicy”. Również Joseph Cunneen argumentował, że różnica pomiędzy wierzącą Ireną a ateistą Krzysztofem nie urasta do miana fundamentalnej: „Aktorka grająca Irenę sprawia, że jej wiara wydaje się autentyczna, ale Kieślowski nie posługuje się nią w ramach osądzającej opozycji wobec Krzysztofa, który jest wyraźnie kochającym ojcem”.
Ksiądz Marek Lis zwracał uwagę na wyrafinowany zabieg narracyjny, jakim posłużył się Kieślowski przy montażu filmu:

Dekalog, jeden przybiera formę rozbudowanej retrospekcji, i to podwójnej. Opowieść o tragicznej śmierci Pawełka i ostatnich dniach jego życia jest wpisana w spojrzenie jego ciotki [...]; to spojrzenie Ireny jest jednak włączone w obejmujące je – i skierowane wprost do widza [...] – intensywne spojrzenie milczącego mężczyzny [...] znad brzegu jeziorka, w którym JUŻ utonął chłopiec, JUŻ opłakiwany przez ciotkę. [...] W retrospekcji historia nie należy już do widza: opowieścią dzieli się z widzem milczący mężczyzna, „obejmujący” swym spojrzeniem retrospekcję Ireny.

Michael Da Silva z magazynu „Senses of Cinema” zwrócił uwagę na warstwę dźwiękową Dekalogu ; o ile początkowo muzyka Zbigniewa Preisnera współistnieje z filmem, to już we fragmencie rozciągającym się od 34:00 do 45:30, pozbawionym komentarza muzycznego, widz doświadcza naturalistycznej sekwencji, w której ojciec Pawła stopniowo poznaje brutalną prawdę o śmierci syna: „Teraźniejszość jawi się jako koszmar. Brak muzyki nadal narzuca trwanie w teraźniejszości, ale ani bohaterowie, ani widzowie nie potrafią w pełni docenić tak gwałtownego starcia z chwilą obecną. Kiedy muzyka powraca, podkreśla epifanię, przenosząc nas w przyszłość, gdzie rozwlekłe dyskusje na temat różnych światopoglądów wydają się już zbędne” .
Moshe Gold podjął próbę interpretacji Dekalogu I z perspektywy judaistycznej, podkreślając, iż „w filmie Kieślowskiego ziemskie zasady naturalne Dekalogu – przyczynowe, kosmiczne, ziemskie, zwierzęce i społeczno-polityczne, międzyludzkie – przeplatają się, nakładają i łączą z zasadami egzystencjalnymi i duchowymi”.